# Saurornithoides
A Saurornithoides (jelentése 'gyíkmadárszerű', az ógörög σαυρος / szaürosz 'gyík', ὄρνιθος / ornithosz 'madár' szavak és az ειδος / eidosz 'forma', illetve az abból származó -oid '-szerű' utótag összetételéből) a troodontida maniraptora dinoszauruszok egyik neme, amely a késő kréta időszakban élt. A hátsó lábain járó, gyorsan futó, kitűnő látással és hallással rendelkező ragadozó volt. A neve arra utal, hogy közeli rokonságban állt a madarak őseivel.

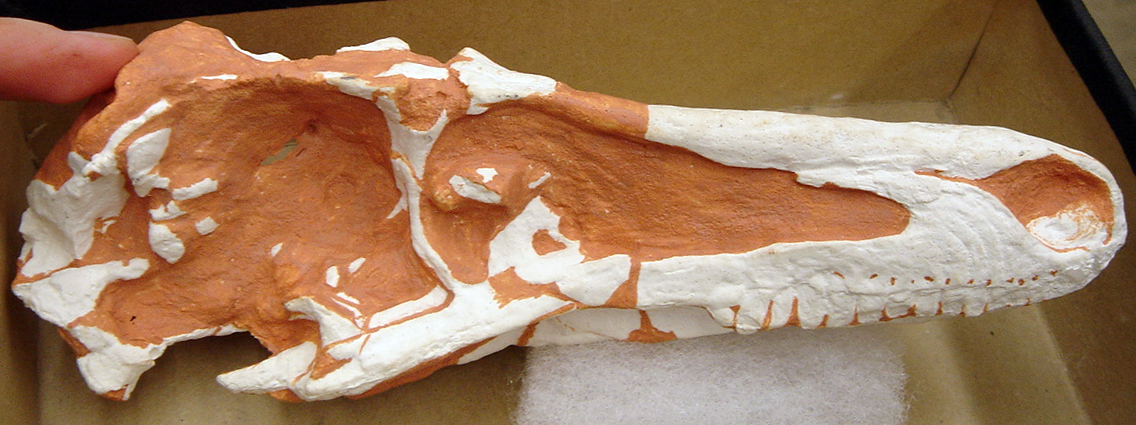
A Saurornithoides mongoliensis egyetlen ismert koponyájáról készült öntvény jobb oldala

A Saurornithoides, a családja többi tagjához hasonlóan valószínűleg elsősorban húsevő volt. A testhosszát 2–3 méterre, a tömegét pedig 23–54 kilogrammra becsülték. Nagy szemgödrökkel és sztereoszkóp látással rendelkezett, ami jó mélységérzékelést tett lehetővé. Valószínűleg jó nappali és kitűnő éjszakai látása lehetett. A feje hosszú és alacsony volt. lapos orral, éles fogakkal és aránylag nagy méretű aggyal. Észak-Amerikai rokonához, a Troodonhoz hasonlóan gyors és ügyes volt, így a Sauronrnithoides valószínűleg az egész Góbi-sivatagot átfésülte a táplálékául szolgáló apró emlősök vagy hüllők után. A tudósok szerint hosszú karjait és fogó kezeit az élő zsákmány elfogására használhatta. A többi troodontidához hasonlóan mindkét lába második ujján egy-egy feltűnően nagy karom nőtt.
Az állat első példányát a mongóliai Djadochta Formációban találták meg. A Saurornithoidest Henry Fairfield Osborn nevezte el, 1924-ben. Egyetlen faja, a típusfaj, az S. mongoliensis. 1974-ben, Rinchen Barsbold elnevezett egy második fajt, az S. juniort, egy nagyobb, a Nemegt Formációból származó példány alapján, amelyről úgy vélte, hogy közelebb áll az S. mongoliensishez, mint a többi troodontidához. Azonban a nem 2009-es áttekintése során kiderült, hogy ezt az elképzelést nem támogatják, ezért az S. juniort az új Zanabazar nembe sorolták be.

## Fordítás
- Ez a szócikk részben vagy egészben a Saurornithoides című angol Wikipédia-szócikk ezen változatának fordításán alapul.  Az eredeti cikk szerkesztőit annak laptörténete sorolja fel. Ez a jelzés csupán a megfogalmazás eredetét és a szerzői jogokat jelzi, nem szolgál a cikkben szereplő információk forrásmegjelöléseként.